# Festival d'Amougies
Het Festival d'Amougies was een pop- en jazzfestival in 1969 in het Belgische dorp Amougies. Het festival werd georganiseerd van 24 tot 28 oktober 1969 in de geest van het Woodstockfestival. Er speelden verschillende belangrijke artiesten, zoals Pink Floyd, Ten Years After, Archie Shepp, The Nice, Art Ensemble of Chicago, Yes, en Frank Zappa trad op als master of ceremonies. Het festival telde 80.000 bezoekers. Het weer was meest nat en kil.

## Geschiedenis
Het festival werd georganiseerd door het Franse platenlabel BYG Actuel en gesteund door het tijdschrift Actuel. Het zou eerst gehouden worden in de omgeving van Parijs, maar door de spanning die de mei 68-beweging met zich meebracht, wijzigde de geplande locatie meermaals. Rond Parijs was het festival eerst gepland in Les Halles, later Vincennes en dan Saint-Cloud, en wegens de voortdurende weerstand van de Franse autoriteiten week men uit naar de Belgische stad Kortrijk. Ook daar moest men wijken, tot men in de kleine gemeente Amougies de toelating kreeg van burgemeester André Callebaut.
Op een veld werd een tent opgetrokken die een oppervlakte van 5500 m² besloeg. Het podium besloeg ongeveer 200 m². Er werd van het festival een film gemaakt door Jérôme Laperrousaz en Jean-Noël Roy. De film draaide even in Parijs, maar werd daarna verboden omdat de nodige toelatingen met de rechthebbende muzikanten niet waren geregeld.

## Programma
Een 50-tal groepen en artiesten speelden op het festival.
vrijdag 24 oktoberHet festival werd geopend door de band Alan Jack Civilization. Daarna speelden Zoo, Indescriptible Chaos Rampant, Frogeaters, Martin Circus, Âme Son, We Free, Gong, Burton Greene, Ten Years After, Colosseum, en het jazzensemble Art Ensemble of Chicago.
zaterdag 25 oktoberOp zaterdag speelden vooral jazzartiesten. De dag werd geopend met Blues Convention, dat echter slecht onthaald werd door het publiek. Daarna speelden Freedom, Sunny Murray, Alexis Korner met een kopersectie, Don Cherry met Ed Blackwell, pianist Joachim Kühn met Jean-François Jenny-Clark en Jacques Thollot. Ten slotte speelden ook Pink Floyd, die voor een meer dan 20 minuten durende improvisatie over Interstellar Overdrive op het podium werden vergezeld door Frank Zappa.
zondag 26 oktoberOp zondag waren er optredens van Blossom Toes, GERM met Pierre Mariétan, Caravan, The Nice en Archie Shepp.
maandag 27 oktoberOp maandagavond speelden de jazzmuzikanten Arthur Jones, Ken Terroade en Clifford Thornton. Verder speelden ook Yes, The Pretty Things, 360° Music Experience, John Surman, Sonny Sharrock en Acting Trio.
dinsdag 28 oktoberOp dinsdag speelde Zoo nog even, en daarna waren er optredens van East of Eden, Sam Apple Pie, Soft Machine, Steve Lacy, Captain Beefheart, Musica Elettronica Viva en Fat Mattress.